# Escuts i banderes de la Plana Baixa
Els escuts i banderes de la Plana Baixa són el conjunt de símbols que representen els municipis d'aquesta comarca.
En aquest article s'hi inclouen els escuts i les banderes oficialitzats per la Generalitat Valenciana i els que se van aprovar per l'administració de l'Estat abans de les transferències a la Generalitat Valenciana, així com altres que no han estat oficialitzats.

## Escuts oficials

Escut d'Aín Aprovat el 17 de juny de 1998.
Escut de l'Alcúdia de Veo Apovat el 24 de febrer de 1995.
Escut d'Alfondeguilla Aprovat el 18 d'octubre de 2002.
Escut de les Alqueries Aprovat l'11 de gener de 1990.
Escut d'Artana Rehabilitat el 15 de maig de 2007.
Escut de Betxí Aprovat el 26 de gener de 1987.
Escut de Borriana Rehabilitat el 6 de juny de 1991.
Escut d'Eslida Aprovat el 26 de març de 2012.
Escut de la Llosa Aprovat el 21 de febrer de 2003.
Escut de Moncofa Aprovat el 12 de desembre de 2006.
Escut d'Onda Rehabilitat el 17 d'octubre de 2001.
Escut de la Vall d'Uixó Aprovat el 26 d'octubre de 2000.
Escut de Vila-real Rehabilitat el 17 d'octubre de 2001.
Escut de la Vilavella Aprovat el 19 de juny de 1998.
Escut de Xilxes Aprovat el 18 de gener de 2002.

## Escuts sense oficialitzar

Escut d'Almenara
Escut de Nules
Escut de Ribesalbes
Escut de Suera
Escut de Tales

## Banderes oficials

Bandera de l'Alcúdia de Veo Aprovada el 29 d'abril de 2025.
Bandera d'Alfondeguilla Aprovada el 19 d'abril de 2024.
Bandera de les Alqueries Aprovada el 24 de novembre de 1997.
Bandera de Betxí Aprovada l'11 de maig de 1992.
Bandera de Borriana Rehabilitada el 24 de gener de 2002.
Bandera de la Llosa Aprovada el 27 de juliol de 2016.
Bandera d'Onda Rehabilitada el 10 de setembre de 2002.
Bandera de la Vall d'Uixó Aprovada el 2 de novembre de 2000.
Bandera de la Vilavella Aprovada el 29 de desembre de 2006.
Bandera de Xilxes Aprovada el 6 d'octubre de 2004.

## Banderes sense oficialitzar

Bandera de Moncofa
Bandera de Ribesalbes
Bandera de Suera
Bandera de Tales
Bandera de Vila-real